# Oporinia altivagata
Oporinia altivagata är en fjärilsart som beskrevs av Hartig 1938. Oporinia altivagata ingår i släktet Oporinia och familjen mätare. Inga underarter finns listade i Catalogue of Life.